# Championnats de France d'athlétisme 2008
Navigation
Championnats 2007 Championnats 2009
Les Championnats de France d'athlétisme 2008 ont eu lieu du 24 au 26 juillet 2008 au Stadium municipal d'Albi.

## Palmarès
| Discipline        | Hommes                      | Hommes          | Femmes                     | Femmes          |
| ----------------- | --------------------------- | --------------- | -------------------------- | --------------- |
| 100 m             | Martial Mbandjock           | 10 s 06         | Carima Louami              | 11 s 33         |
| 200 m             | Ronald Pognon               | 20 s 45         | Muriel Hurtis              | 22 s 77         |
| 400 m             | Leslie Djhone               | 45 s 13         | Solen Desert               | 51 s 80         |
| 800 m             | Driss Yousfi                | 1 min 49 s 46   | Fanjanteino Félix          | 2 min 04 s 07   |
| 1 500 m           | Yoann Kowal                 | 3 min 43 s 42   | Élodie Guégan              | 4 min 20 s 28   |
| 5 000 m           | Nouredine Smaïl             | 13 min 38 s 22  | Saadia Bourgailh-Haddioui  | 16 min 42 s 90  |
| 20 km marche      | Yohann Diniz                | 1 h 22 min 31 s | Anne-Gaëlle Retout         | 1 h 42 min 53 s |
| 100 m haies       | -                           | -               | Reina-Flor Okori           | 12 s 78         |
| 110 m haies       | Ladji Doucouré              | 13 s 28         | -                          | -               |
| 400 m haies       | Salah-Eddine Ghaidi         | 49 s 44         | Aurore Kassambara          | 57 s 11         |
| 3 000 m steeple   | Mahiedine Mekhissi-Benabbad | 8 min 32 s 69   | Sophie Duarte              | 9 min 42 s 66   |
| Saut en longueur  | Salim Sdiri                 | 8,15 m          | Antoinette Nana-Djimou Ida | 6,61 m          |
| Triple saut       | Jules Lechanga              | 17,07 m         | Teresa Nzola Meso Ba       | 14,20 m         |
| Saut en hauteur   | Mathias Cianci              | 2,23 m          | Melanie Skotnik            | 1,90 m          |
| Saut à la perche  | Romain Mesnil               | 5,71 m          | Marion Buisson             | 4,50 m          |
| Lancer du poids   | Yves Niaré                  | 20,02 m         | Laurence Manfredi          | 17,82 m         |
| Lancer du disque  | Bertrand Vili               | 60,60 m         | Mélina Robert-Michon       | 58,10 m         |
| Lancer du marteau | Frédérick Pouzy             | 74,28 m         | Stéphanie Falzon           | 73,40 m         |
| Lancer du javelot | Laurent Dorique             | 78,38 m         | Nadia Vigliano             | 56,75 m         |
| Décathlon         | Franck Logel                | 7 782 pts       | -                          | -               |
| Heptathlon        | -                           | -               | Blandine Maisonnier        | 5 850 pts       |